# دان لیور
دان لیوِر (انگلیسی: Don Leaver؛ ‏ ۲۷ سپتامبر ۱۹۲۹ – ۱۳ دسامبر ۲۰۱۵) کارگردان و تهیه‌کنندهٔ تلویزیونی اهل انگلستان بود. وی بین سال‌های ۱۹۶۰ تا ۲۰۰۰ میلادی فعالیت می‌کرد.
از فیلم‌ها یا مجموعه‌های تلویزیونی که وی در آن‌ها نقش داشته‌است، می‌توان به ساز بادی پرطنین اشاره نمود.